# Supermodel (mùa 2)
Supermodel, Mùa 2 là mùa thứ hai của Supermodel trên 3+ TV, một sự cạnh tranh của các thí sinh tham vọng không chuyên nghiệp.
Franziska Knuppe, người từng là khách mời của mùa 1 đã thay thế Nadja Schildknecht làm host, Yannick Aellen và Mike Karg vẫn là giám khảo của mùa này. Bruce Darnell, được biết đến ở Thụy Sĩ vì vai trò của mình trong hai mùa đầu tiên của Germany's Next Topmodel đã hướng dẫn 15 người được chọn lựa trên sàn diễn theo phong cách kịch tính và điển hình của ông.
Phần lớn cuộc thi được quay ở Zürich. Các phần còn lại của mùa giải đã được quay ở Milan, Luân Đôn, Malé, Paris và Tokyo.
Người chiến thắng trong cuộc thi là Bianca Bauer, 19 tuổi từ Dintikon. Cô giành được: 1 hợp đồng với Option Model Agency và lên ảnh bìa tạp chí SI Style.

## Các thí sinh
(Độ tuổi tính từ ngày dự thi)
| Thí sinh             | Tuổi | Chiều cao               | Quê quán   | Bị loại ở | Hạng  |
| -------------------- | ---- | ----------------------- | ---------- | --------- | ----- |
| Anja Reolon          | 20   | 1,79 m (5 ft 10+1⁄2 in) | Luterbach  | Tập 1     | 15-13 |
| Imogen Macpherson    | 16   | 1,74 m (5 ft 8+1⁄2 in)  | Bern       | Tập 1     | 15-13 |
| Lauren               | 25   | 1,75 m (5 ft 9 in)      | Zürich     | Tập 1     | 15-13 |
| Angela Ramirez       | 22   | 1,71 m (5 ft 7+1⁄2 in)  | Worb       | Tập 2     | 12-11 |
| Sara Keller          | 20   | 1,72 m (5 ft 7+1⁄2 in)  | Zürich     | Tập 2     | 12-11 |
| Andrea Bolzli        | 18   | 1,69 m (5 ft 6+1⁄2 in)  | Burgdorf   | Tập 3     | 10    |
| Henriette            | 17   | 1,77 m (5 ft 9+1⁄2 in)  | Zürich     | Tập 3     | 9     |
| Janine Rohner        | 17   | 1,68 m (5 ft 6 in)      | Rebstein   | Tập 4     | 8     |
| Maja Hatibovic       | 19   | 1,86 m (6 ft 1 in)      | Frauenfeld | Tập 5     | 7-6   |
| Stefanie Thommen     | 17   | 1,75 m (5 ft 9 in)      | Zeiningen  | Tập 5     | 7-6   |
| Andrea Franz-Johnson | 23   | 1,71 m (5 ft 7+1⁄2 in)  | Zürich     | Tập 6     | 5-4   |
| Tiffany Kappeler     | 22   | 1,70 m (5 ft 7 in)      | Appenzell  | Tập 6     | 5-4   |
| Jesica Martinez      | 23   | 1,83 m (6 ft 0 in)      | Benglen    | Tập 7     | 3     |
| Radha Binder         | 23   | 1,78 m (5 ft 10 in)     | Brione     | Tập 7     | 2     |
| Bianca Bauer         | 19   | 1,77 m (5 ft 9+1⁄2 in)  | Dintikon   | Tập 7     | 1     |

## Thứ tự gọi tên
| Thứ tự | Tập       | Tập       | Tập       | Tập       | Tập       | Tập       | Tập       | Tập    | Tập    | Tập |
| Thứ tự | 1         | 1         | 2         | 3         | 4         | 5         | 6         | 7      | 7      |     |
| ------ | --------- | --------- | --------- | --------- | --------- | --------- | --------- | ------ | ------ | --- |
| 1      | Andrea B. | Janine    | Tiffany   | Jesica    | Jesica    | Andrea F. | Jesica    | Radha  | Bianca |     |
| 2      | Andrea F. | Stefanie  | Radha     | Stefanie  | Bianca    | Tiffany   | Bianca    | Bianca | Radha  |     |
| 3      | Bianca    | Henriette | Bianca    | Radha     | Maja      | Radha     | Radha     | Jesica |        |     |
| 4      | Imogen    | Bianca    | Henriette | Andrea F. | Radha     | Bianca    | Andrea F. |        |        |     |
| 5      | Radha     | Angela    | Andrea F. | Tiffany   | Andrea F. | Jesica    | Tiffany   |        |        |     |
| 6      | Tiffany   | Maja      | Andrea B. | Bianca    | Tiffany   | Maja      |           |        |        |     |
| 7      | Sara      | Radha     | Jesica    | Maja      | Stefanie  | Stefanie  |           |        |        |     |
| 8      | Anja      | Andrea F. | Janine    | Janine    | Janine    |           |           |        |        |     |
| 9      | Jesica    | Tiffany   | Maja      | Henriette |           |           |           |        |        |     |
| 10     | Angela    | Jesica    | Stefanie  | Andrea B. |           |           |           |        |        |     |
| 11     | Janine    | Sara      | Angela    |           |           |           |           |        |        |     |
| 12     | Stefanie  | Andrea B. | Sara      |           |           |           |           |        |        |     |
| 13     | Henriette | Imogen    |           |           |           |           |           |        |        |     |
| 14     | Lauren    | Lauren    |           |           |           |           |           |        |        |     |
| 15     | Maja      | Anja      |           |           |           |           |           |        |        |     |

     Thí sinh bị loại
     Thí sinh bị loại trước phòng đánh giá
     Thí sinh ban đầu bị loại nhưng được cứu
     Thí sinh chiến thắng cuộc thi
- Thứ tự gọi tên chỉ lần lượt từng người an toàn
- Trong tập 3, Andrea B. bị loại trước phòng đánh giá vì có phần & Henriette bị loại ở sân bay trước khi bay đến Malé. Ở phòng đánh đánh giá, Janine & Maja rơi vào cuối bảng nhưng không bị loại.

### Buổi chụp hình
- Tập 1: Leo lên núi Alpes
- Tập 2: Cảnh hôn bên người mẫu nam
- Tập 3: Tạo dáng dưới nước
- Tập 4: Thế vận hội đấu kiếm trong thế kỷ 18
- Tập 5: Eva trong vườn địa đàng
- Tập 6: Rock Zombie Muses (video âm nhạc của 1 nhóm nhạc rock Nhật Bản)
- Tập 7: Geisha và Sumo; Ảnh bìa tạp chí SI Style